# Pasquale Morganti (scultore)
Pasquale Morganti (Teramo, 1861 – Teramo, 22 giugno 1940) è stato uno scultore e architetto italiano.
Fra le sue opere la Fontana dei due leoni a Teramo, realizzata nel 1899..

## Biografia

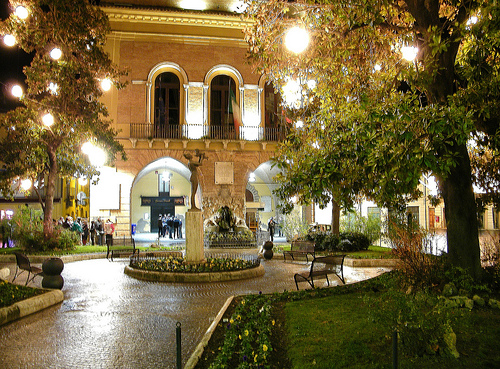
Teramo: piazza Orsini, Monumento alla Maternità del Crocetti, e la fontana Due Leoni

Nato in una famiglia di modeste origini dimostrò subito propensione agli studi artistici e apprese le prime nozioni da Gennaro Della Monaca. Grazie all'aiuto economico datogli dal comune e dalla provincia di Teramo, studiò presso l'Accademia di belle arti di Firenze dove si laureò nel 1891. Dopo il compimento degli studi aprì uno studio a Firenze ma, avendo nostalgia per la terra natia, fece ritorno a Teramo dove rimase per il resto della sua vita. Nel corso della carriera realizzò diversi progetti, sia di opere pubbliche che private, e come scultore partecipò a diverse esposizioni sia in Italia che all'estero. In particolare vanno ricordate quelle tenute alla Triennale dell’Accademia di belle arti di Brera a Milano nel 1894 e all’Esposizione Universale di Saint Louis, Stati Uniti d'America nel 1904. Verso la fine del XIX secolo ricevette dal comune di Teramo la commissione per realizzare la Fontana "dei due leoni", la sua opera maggiore, che venne terminata nel 1899. L'opera è posta sul porticato del palazzo del Municipio in piazza Orsini.

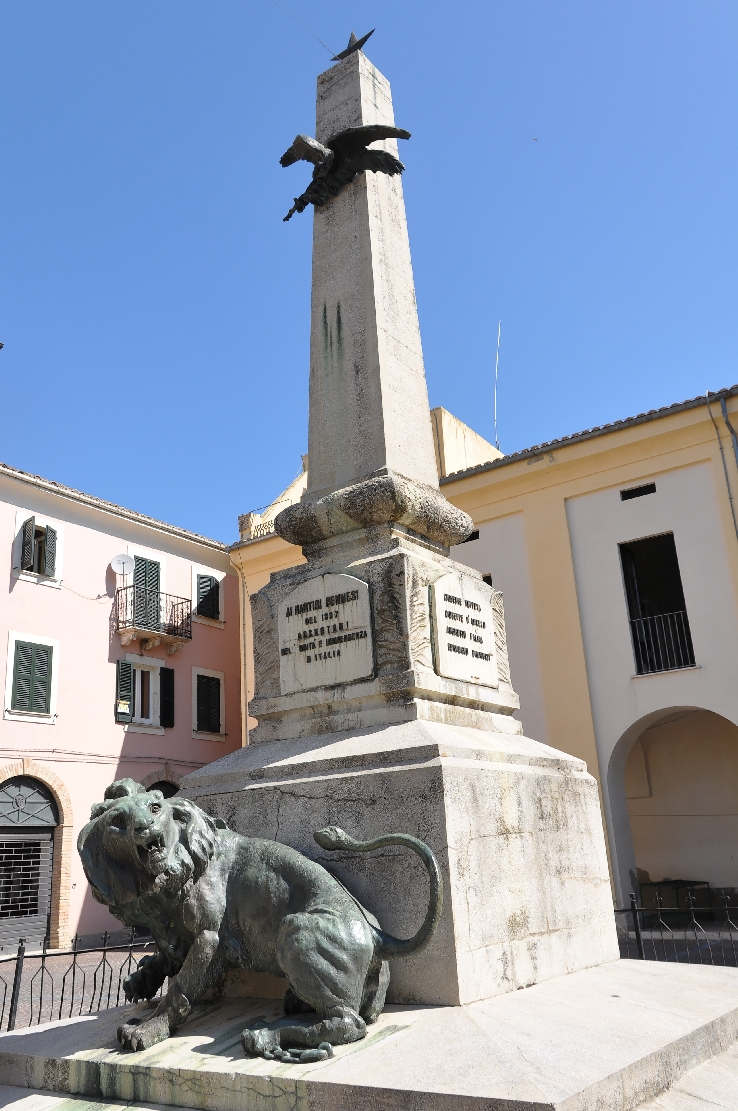
Il Monumento ai Martiri Pennesi del 1837, Penne

Altre opere sono la fontana in stile classico del giardino di Villa Forcella a Teramo (1905), il Monumento ai Martiri Pennesi a Penne (PE), tra il 1912 e il 1916, dove il leone davanti l'obelisco è un gemello di quelli della famosa fontana teramana; realizzò anche i medaglioni commemorativi per il canonico e storico patrio Niccola Palma e il filantropo Filippo Alessandrini che patrocinò la realizzazione dell'Ospedale sanatoriale "Sant'Antonio" di Teramo.
Altra opera, secondo altri attribuita a Luigi Cavacchioli, era la Fontana delle Piccine a Teramo, che era posta sul muro dell'orto di palazzo Delfico, tra via Carducci e via d'Annunzio.la fonte in stucco era una nicchia con una ninfa nuda uscente da una conchiglia da cui sgorgava l'acqua. Fu abbattuta negli anni '60 quando fu allargata la strada per realizzare la piazza Cellini.

## La Fontana dei Due Leoni
Si trova in piazza Ercole V. orsini addossata i portici del Municipio; fu realizzata nel 1899, come monumento al neonato acquedotto pubblico. Si tratta di un gruppo scultoreo di roccia triangolare addossata al pilastro d'arcata, che si dirama in una grande vasca che poggia a terra, con due leoni posti in posizione simmetrica: i due leoni rappresentano i due fiumi di Teramo, il Tordino e il Vezzola, in mezzo sgorga il catino d'acqua. Altre decorazioni sono lo stemma civico di Teramo posto sopra i leoni, e l'iscrizione che recita ETERNO AMORE DI LIBERTA' CONTRO LA BIECA FEROCIA TEDESCA NEL TRADIMENTO DEI CAPI FUGGIASCHI IL 25-26-27 SETTEMBRE 1943 A BOSCO MARTESE NELLA VITTORIA E NEL MARTIRIO DEGLI INSORTI DEL TERAMANO NUOVAMENTE AFFERMARONO MONITO AI TIRANNI E AI SERVI. POPOLO E COMUNE POSERO IL 25 SETTEMBRE 1952. La targa fa riferimento agli insorti civili di Teramo nella battaglia di Bosco Martese, nella vicina Rocca Santa Maria, contro i tedeschi. La stessa ex Piazza del Mercato è intitolata al patriota Ercole Virginio Orsini, morto in giovane età nel 1943. De restauri furono effettuati nel 2006 e un più recente nel 2020